# Saonnet
Saonnet település Franciaországban, Calvados megyében. Lakosainak száma 328 fő (2022. január 1.). Saonnet Le Molay-Littry, Rubercy, Saint-Martin-de-Blagny és Saon községekkel határos.

## Népesség
A település népessége az elmúlt években az alábbi módon változott:
| Lakosok száma | 167  | 155  | 177  | 201  | 285  | 292  | 305  | 318  | 323  | 328  |
|               | 1968 | 1982 | 1990 | 2006 | 2013 | 2015 | 2017 | 2019 | 2020 | 2022 |